# Thomas Emlyn

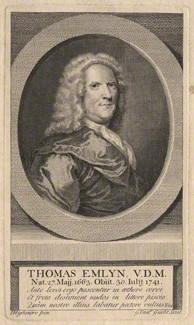
Portret Emlyna

Thomas Emlyn (ur. 27 maja 1663 w Stamford w hrabstwie Lincolnshire, zm. 30 lipca 1741 w Londynie) – angielski nieortodoksyjny teolog protestancki, zwolennik unitarianizmu.

## Życiorys
Pochodził z rodziny anglikańskiej, po ukończeniu nauki w seminarium został jednak duchownym prezbiteriańskim. W latach 1683–1690 pełnił posadę prywatnego kapelana u dwóch rodzin arystokratycznych, następnie w 1690 roku został pastorem zboru prezbiteriańskiego w Dublinie. Przyjaźnił się z Williamem Manningiem, wraz z którym studiował pracę Williama Sherlocka Vindiction of the Trinity, pod wpływem lektury przyjmując poglądy unitariańskie.
W 1702 roku został oskarżony o bluźnierstwo, po tym jak jeden z jego parafian doniósł, iż Emlyn w swoich kazaniach przez lata ani razu nie wspomniał o Trójcy Świętej. Emlyn zrezygnował wówczas z posługi kościelnej i wyjechał do Londynu, gdzie niedługo potem został aresztowany. Na krótko przed zatrzymaniem zdążył opublikować pracę An Humble Inquiry into the Scripture Account of Jesus Christ, w której bronił doktryny o podporządkowaniu Chrystusa Ojcu. W wyniku procesu został skazany za negowanie dogmatu trynitarnego na rok więzienia oraz grzywnę w wysokości 1000 funtów. Z powodu braku środków na zapłacenie kary spędził w więzieniu kolejny rok, ostatecznie suma została zmniejszona do 70 funtów.
Po wyjściu z więzienia spędził resztę życia w Londynie, prowadząc działalność kaznodziejską w niewielkich zborach. Jako pierwszy określał sam siebie mianem unitarianina, a jego poglądy wywarły wpływ na ukształtowanie się tego ruchu.